# Immeuble de Turun Sanomat
L'Immeuble de  Turun Sanomat (finnois : Turun Sanomien toimitalo) est un bâtiment situé à Turku en Finlande.

## Histoire
L’immeuble est conçu par l’architecte Alvar Aalto pour le journal finlandais Turun Sanomat au 5, rue Kauppiaskatu à Turku.
L'édifice est protégé dans le plan d'urbanisme confirmé en 2012,.

## Galerie

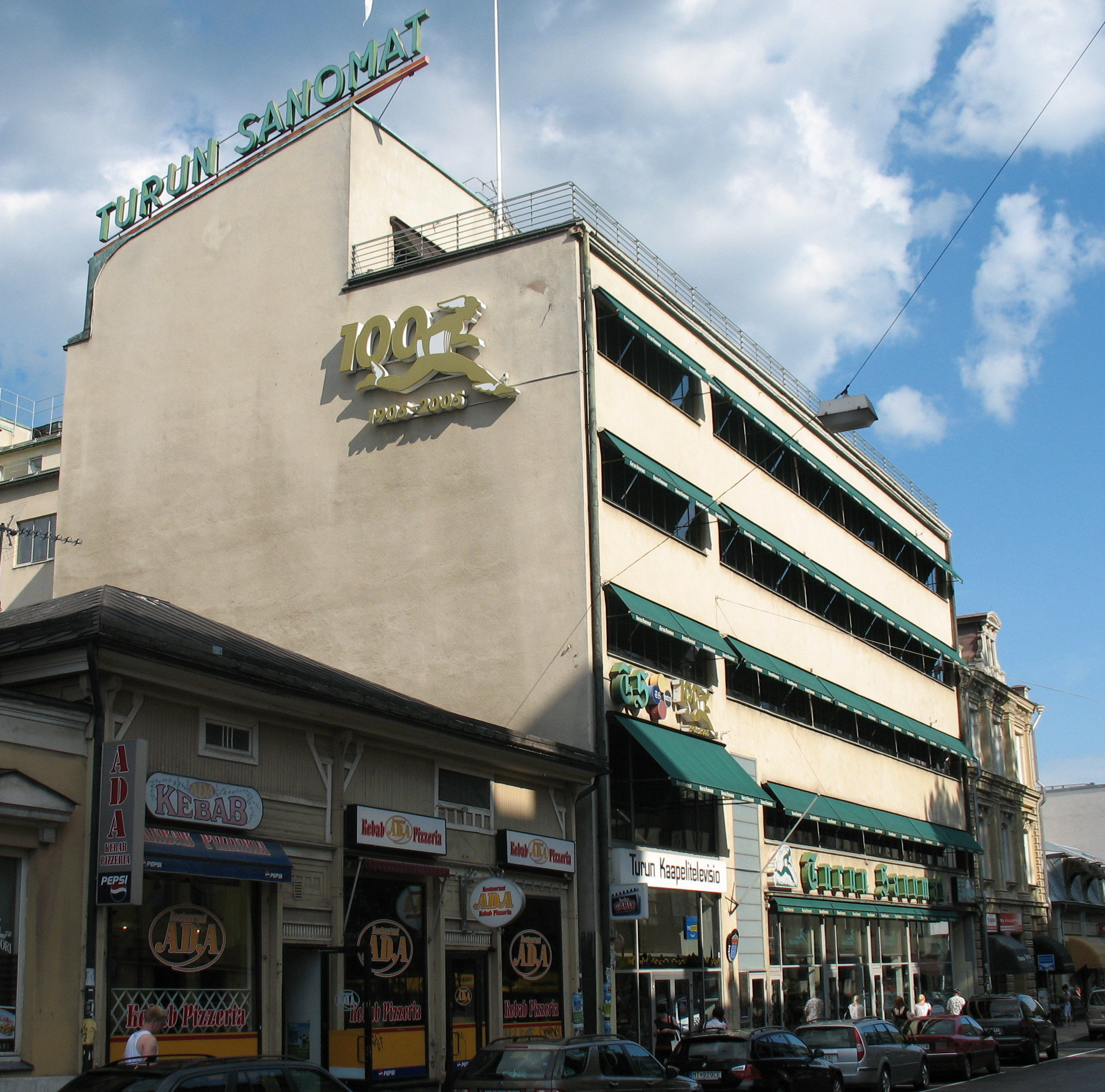
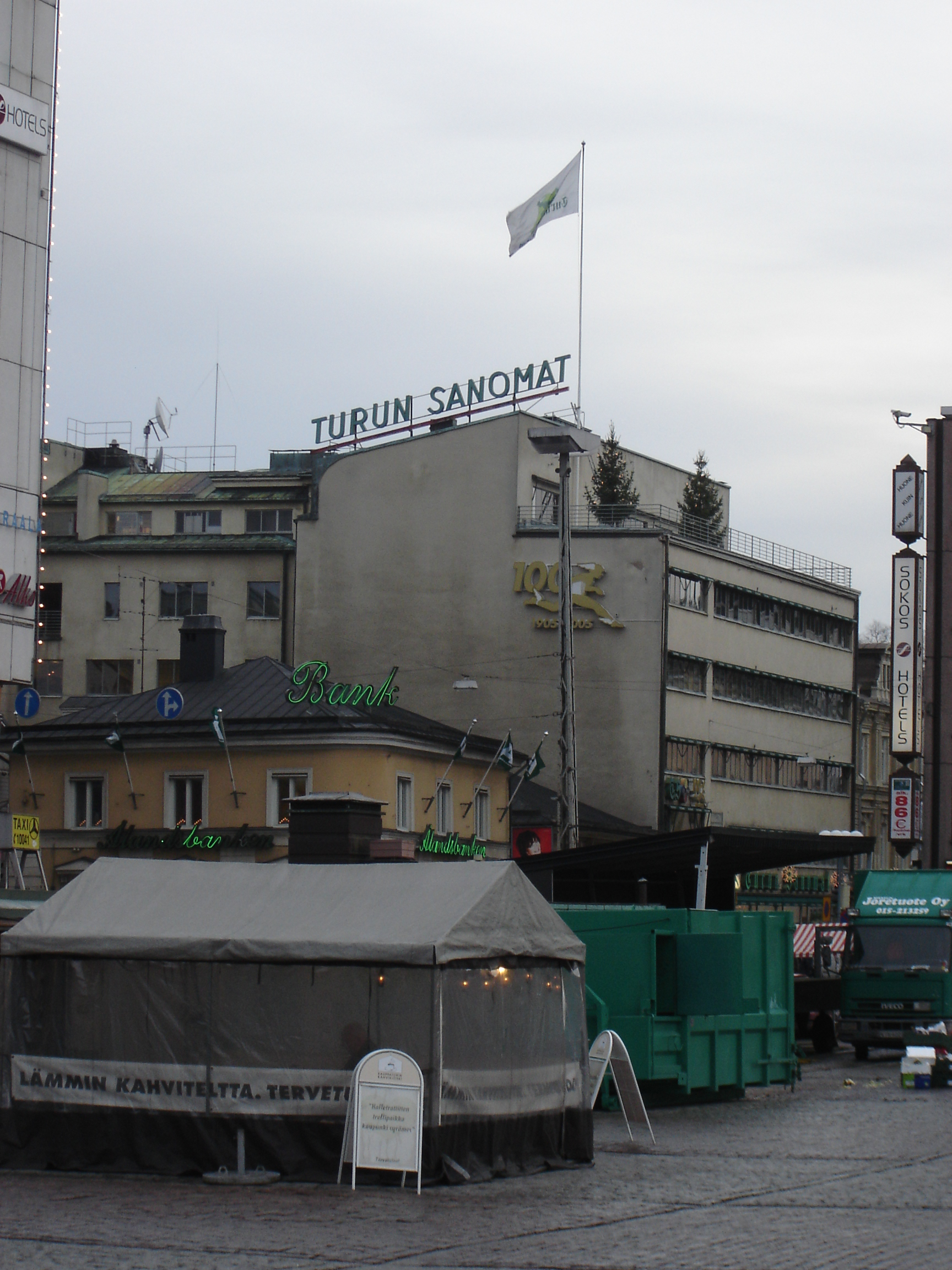
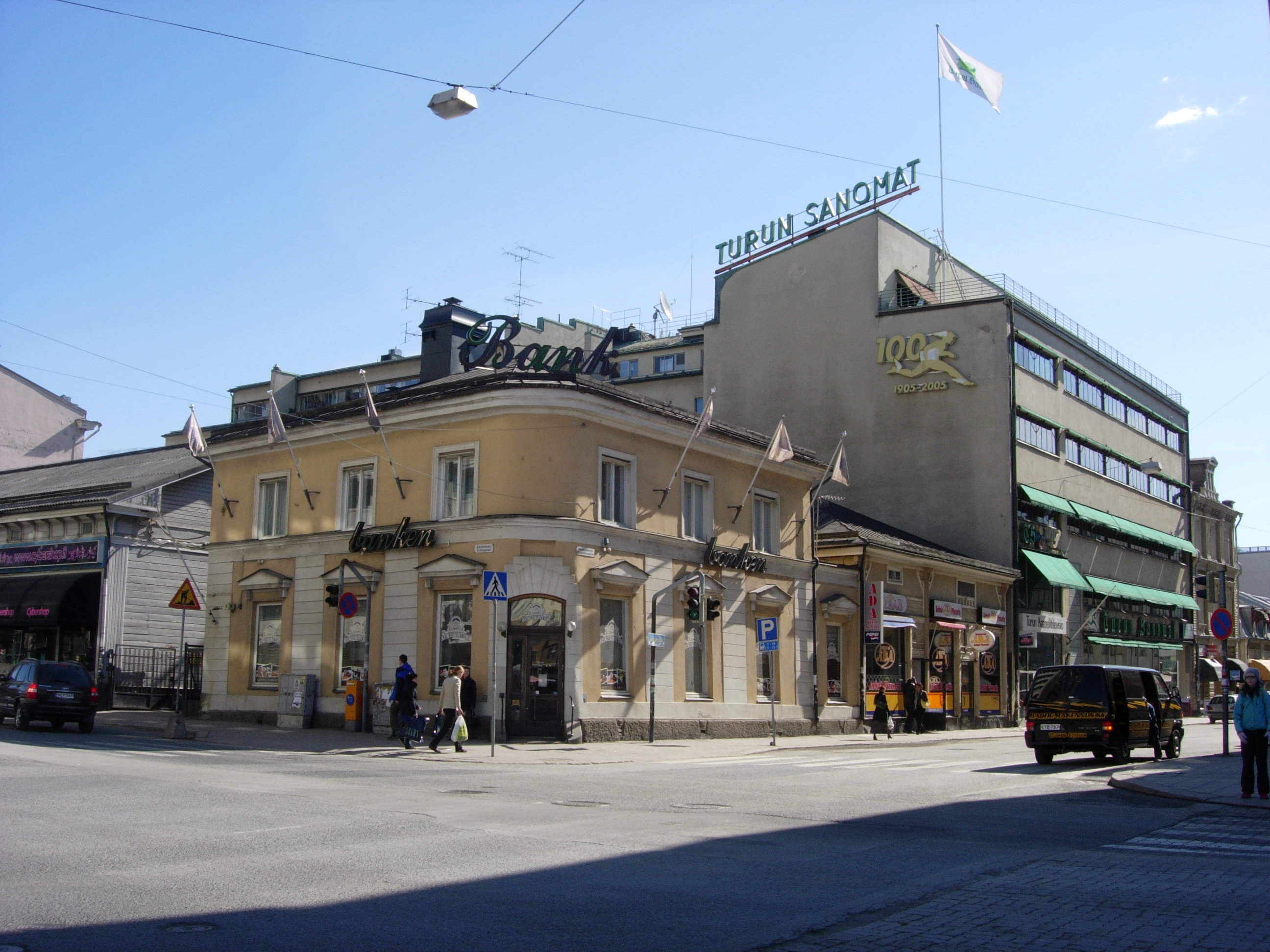